# Quadrart Dornbirn
Quadrart Dornbirn ist ein mit privaten Mitteln finanziertes, nonkommerzielles Forum für Ausstellungen der gemeinnützigen "ErWi-Stiftung zur Förderung zeitgenössischer Kunst im deutschsprachigen Raum" in Dornbirn.

## Die Architektur
Das dreistöckige Ausstellungshaus inklusive eines Untergeschosses, das ausschließlich für Ausstellungszwecke genutzt wird, wurde 2007 von dem Vorarlberger Architekten und Designer Heinz Wäger (Vorarlberger Baukünstler) geplant und 2008 fertiggestellt. Auf mehr als 500 m² befinden sich zwei Ausstellungsräume, eine öffentlich zugängliche Bibliothek mit mehr als 3900 Künstler-Monografien sowie ein Gastatelier.
Im Juni 2009 wurde die Kunsthalle mit ihrer ersten Ausstellung eröffnet.

## Ausstellungen
Jährlich realisieren der Stiftungsgründer Erhard Witzel und seine Frau Uta Belina Waeger mind. vier Ausstellungen und ca. 10 Kulturverstaltungen.
Mit dem Format „Ansichten“ wurden von 2010 bis 2015 und im Jahr 2019 jeweils vier Präsentationen realisiert, von 2016 bis 2018 waren es p. a. nur 3. Unter dem Titel „Dialog“ fand anstatt in Kooperation mit dem vorarlberg museum, Bregenz die jeweils vierte Ausstellung statt.
2020 wurde der Zyklus „Ansichten“ durch das Format „Auf Einladung“ ersetzt. Auch mit diesem Projekt werden jährlich 3 Ausstellungen gezeigt.
Die jährlich 4. Ausstellung widmet sich mit thematischen Präsentationen unter dem Titel: „Lust auf mehr“ der umfangreichen Kunst-Sammlung von Erhard Witzel oder sonstigen, spannenden Kunstsammlungen von Dritten.

### „Ansichten“
Ausgangspunkt dieses Ausstellungsprojektes, das zwischen den Jahren 2010 und 2019 stattfand, war die Kunstsammlung von Erhard Witzel.
Es wurden insgesamt 35 nationale und internationale Kuratoren eingeladen. Diese wählten jeweils einen Aspekt respektive eine Arbeit aus der Sammlung aus und konfrontierten diesen mit Arbeiten von zeitgenössischen Künstlern.

### „Dialog“
Als Kooperationspartner des vorarlberg museums, Bregenz wurde von 2016 bis 2018 einmal jährlich mit dem Format „Dialog“ eine ausgewählte Gegenüberstellung von Arbeiten aus der Sammlung des vorarlberg museums und der Sammlung Erhard Witzel gezeigt, zu der auch Kataloge erschienen.

### „Auf Einladung“
Schwerpunkt dieses Formates mit insgesamt fünfzehn Ausstellungen bis 2026 ist die Präsentation von vornehmlich Vorarlberger Künstler*innen.
Zu jeder Show lädt das Stiftungskuratorium einen Künstler aus Vorarlberg als Kurator ein. Es waren u. a. Doris Fend, Kirsten Helfrich, Maria Jansa, Christine Lederer, Franziska Stiegholzer, Siegrun Appelt, Markus Grabher, Alfred Graf, Roland Haas, Hubert Lampert, Hermann Präg und Georg Vith. Diese laden ihrerseits Kolleg*innen ein, um mit ihnen gemeinsam ein Projekt im Quadrart Dornbirn zu realisieren. Dabei ist gewünscht, dass auch Kunstschaffende aus den Sparten Literatur, Theater, Musik, Architektur, Film und Philosophie an diesen Projekten beteiligt werden.
Zu den Ausstellungen finden Performances, Lesungen, Dialogdiskussionen und Vorträge statt, außerdem erscheinen Publikationen und Vorzugseditionen. Am Ende des Ausstellungszyklus 2026 wird ein Gesamtkatalog der insgesamt 15 Ausstellungen vorliegen.

### „Lust auf Mehr“
Seit 2020 werden einmal jährlich unter einem thematischen Schwerpunkt ausgewählte Arbeiten aus der Sammlung von Erhard Witzel der Öffentlichkeit präsentiert bzw. Kunstsammlungen von Dritten gezeigt.

## Publikationen
(Quelle: )
- Ansichten 2010, „Ansichten 01“ bis „Ansichten 05“ im Quadrart Dornbirn, Kuratoren u. a.: Grit Weber, Lucas Gehrmann, Roland Jörg, Peter Joch
- „Vom Strich zur Form“, 22 ausgewählte Künstler mit Arbeiten in Stein, Marmor, Stahl, Holz, Plastik und auf Zweidimensionalität reduzierte Zeichnung
- Ansichten 2011, „Ansichten 06“ bis „Ansichten 09“ im Quadrart Dornbirn, Kuratoren: Juliane Huber, Ulrich Meyer-Husmann, Gernot Riedmann, Erhard Witzel
- Ansichten 2012, „Ansichten 10“ bis „Ansichten 13“ im Quadrart Dornbirn, Kuratoren u. a.: Renate Bender, Winfried Nussbaummüller, Burkhard Richter
- Ansichten 2013, „Ansichten 14“ bis „Ansichten 17“ im Quadrart Dornbirn, Kuratoren u. a.: Herta Pümpel, Elisabeth Claus, Jan-Ulrich Schmidt
- Ansichten 2014, „Ansichten 18“ bis „Ansichten 20“ im Quadrart Dornbirn, Kuratoren: Mariette Haas-Klein, Marc Peschke, Edgar Leissing
- Ansichten 2015, „Ansichten 21“ bis „Ansichten 23“ im Quadrart Dornbirn, Kuratoren: Edgar Diehl, Simeon Brugger, Christel Schüppenhauer
- Ansichten 2016, „Ansichten 24“ bis „Ansichten 26“ im Quadrart Dornbirn, Kuratoren: Ingrid Adamer, Florian Trampler, Andrea Neuman, Tenesh Webber
- Ansichten 2017, „Ansichten 27“ bis „Ansichten 29“ im Quadrart Dornbirn, Kuratoren: Peter Weber, Uta Belina Waeger, Herwig Bitsche Nord-Süd Verlag, Kurt Dornig
- Ansichten 2018, „Ansichten 30“ bis „Ansichten 32“ im Quadrart Dornbirn, Kuratoren: Ottmar Hörl, Horst Keining, Harald Bichler
- Ansichten 2019, „Ansichten 33“ bis „Ansichten 35“ im Qaudrart Dornbirn, Kuratoren u. a.: Elvira Mann-Winter, Dagmar Streckel, Simeon Brugger
- 2020 „Auf Einladung #01 - Der Blick nach Aussen“ im Quadrart Dornbirn, Kurator Hermann Präg
- 2021 „Auf Einladung #02 - Diesseits und Jenseits des Strichs“ im Quadrart Dornbirn, Kuratorin Doris Fend
- 2021 „Auf Einladung #03 - Die Veränderung ereignete sich mit der Heftigkeit des Übergangs vom Tag zur Nacht“ im Quadrart Dornbirn, Kuratorinnen Kirstin Helfrich / Sarah Rinderer
- 2021 „Auf Einladung #04 - I LOVE YOU“ im Quadrart Dornbirn, Kuratorin Christine Lederer
- 2022 „Auf Einladung #05 - annähernd wesentlich“ im Quadrart Dornbirn, Kurator Markus Grabher
- 2022 „Auf Einladung #06 - GRUMPY OLD MEN“ im Quadrart Dornbirn, Kurator Roland Haas
- 2023 „Auf Einladung #07 - SCHWERELOS GEERDET“ im Quadrart Dornbirn, Kuratorin Maria Jansa
- 2023 „Auf Einladung #08 - HALT! DIE PAPPE“ im Quadrart Dornbirn, Kuratorin Franziska Stiegholzer
- 2023 „Auf Einladung #09 - quattuor positiones“ im Quadrart Dornbirn, Kurator Hubert Lampert
- 2024 „Auf Einladung #10 - Geklöppelt werden Sternbilder“ im Quadrart Dornbirn, Kurator Alfred Graf
- 2024 „Auf Einladung #11 - Welten des Narrativen“ im Quadrart Dornbirn, Kurator Georg Vith
- 2024 „Auf Einladung #12 - Über den Fluss und in die Berge“ im Quadrart Dornbirn, Kurator Udo Rabensteiner
- 2025 „Auf Einladung #13 - Die Dualität der Topografie“ im Quadrart Dornbirn, Kurator Rudl Lässer
- Dialog 1 „Vom Zeigen und Verbergen“[6] in Kooperation mit dem vorarlberg museum, Bregenz Ausstellung im Quadrart Dornbirn, Kuratorin: Katrin Dünser, Andreas Rudigier, ISBN 978-3-901802-39-3.
- Dialog 2 „Imagination“[7] in Kooperation mit dem vorarlberg museum, Bregenz. Ausstellung im Quadrart Dornbirn, Kuratoren: Ute Denkenberger, Erhard Witzel, ISBN 978-3-901802-41-6.
- Dialog 3 „Übergänge & Zwischenräume“[8] in Kooperation mit dem vorarlberg museum, Bregenz. Ausstellung im Quadrart Dornbirn, Kuratorin: Magdalena Häusle-Hagmann, ISBN 978-3-901802-42-3
- „Auf Einladung, 5 Räume – 10 KünstlerInnen“[9], Ausstellung im Forum für aktuelle Kunst. Villa Claudia, Feldkirch, Kurator: Erhard Witzel
- „Thomas Hoor – Eisbär fängt Schneeflocken“[10], Bucher Verlag, Hohenems / Vaduz / Wien 2017, ISBN 978-3-99018-430-1.
- „JANUS“ (Jan-Ulrich Schmidt), „Der Kern“[11], Verlag Transformzone, Frankfurt, 2018, Text: Klaus Honnef, Bonn
- „JANUS“ (Jan-Ulrich Schmidt), „Das goldene Zeitalter“[12], Verlag Transformzone, Frankfurt, 2022, Texte: Marco Hompes, Anette Schwohl, Dr. Stephanie Schoger, ISBN 978-3-9821982-1-7
- Uta Belina Waeger, „155 Schritte ins Paradies“[13], Kunstinstallation auf dem Schloßberg Alt-Ems, Hohenems
- Heinz Wäger, „Einblick in 60 Jahre Gestaltung: Architektur, Design, Objekt“[14], in Kooperation mit dem vorarlberg museum, Bregenz und dem vai Vorarlberger Architektur Institut, Dornbirn,  Verlag für moderne Kunst, Wien, 2023, ISBN 978-3-99153-067-1 (Das Buch wurde vom Hauptverband des österreichischen Buchhandels ausgezeichnet und gehört zu schönsten Büchern 2023)